# Eta Ursae Minoris
Eta Ursae Minoris (Anwar al Farkadain, Alasco, 21 Ursae Minoris) é uma estrela na direção da constelação de Ursa Minor. Possui uma ascensão reta de 16h 17m 30.50s e uma declinação de +75° 45′ 16.9″. Sua magnitude aparente é igual a 4.95. Considerando sua distância de 97 anos-luz em relação à Terra, sua magnitude absoluta é igual a 2.58. Pertence à classe espectral F5V.